# Corioamnionitis

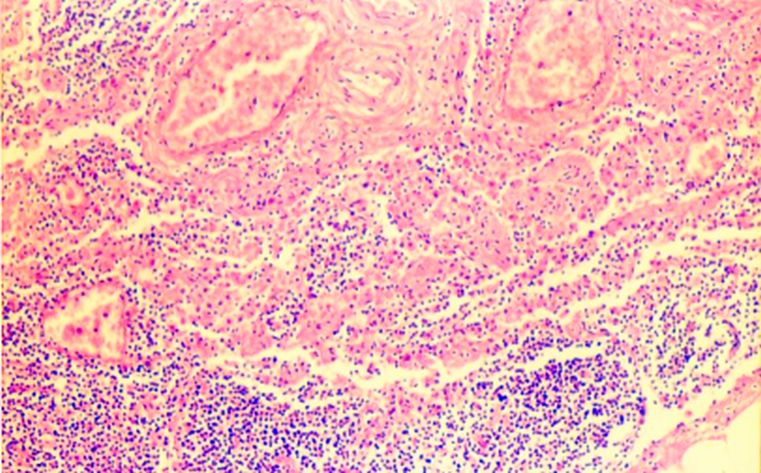
Corioamnionitis aguda greu. Microscopi òptic. 150X. Tinció d'HE.

La corioamnionitis és una infecció del líquid amniòtic i les membranes que el contenen; també es denomina infecció intraamniótica,infecció ovular o amnionitis, i pot anar acompanyada d'una ruptura prematura de membranes o cursar amb el sac amniòtic complet.
S'associa a una major morbimortalitat neonatal i materna. Pot causar part preterme, on les complicacions són més freqüents, i/o fer aconsellable de vegades la pràctica d'una cesària, la qual no està exempta de riscos postoperatoris. També s'incrementa el risc matern d'hemorràgia postpart secundària a atonia uterina, endometritis, despreniment prematur de placenta, abscés pelvià o tromboflebitis sèptica pelviana. Els fills de mares amb aquest tipus d'infecció tenen un major risc de presentar a llarg termini trastorns del neurodesenvolupament que els nens nascuts en condicions normals. Inusualment, la corioamnionitis provoca sèpsia i l'aparició d'un piomioma (leiomioma uterí infectat).

## Epidemiologia
Complica entre el 2 i l'11% de tots els embarassos i en aproximadament el 5% dels casos el fetus està infectat, fet que s'associa sovint amb els parts prematurs. Els nadons nascuts de mares amb corioamnionitis poden desenvolupar displàsia broncopulmonar, sèpsia, apnea, síndrome del destret respiratori neonatal i/o trastorns neurològics de gravetat.

## Diagnòstic
La sospita i el diagnòstic són eminentment clínics i es confirmen amb determinats exàmens complementaris.
Ha de descartar-se en tota embarassada amb febre de la qual no es coneix focus infecciós, sobretot si ha ocorregut ruptura prematura de membranes.
Un 80% dels casos són subclínics (no donen signes ni símptomes o aquests són inespecífics i de curta durada) i es manifesten en el postpart en forma de febre o irritabilitat uterina en la mare, o bé signes d'infecció en el fetus. També pot ser la causa d'una amenaça de part prematur, sobretot quan aquesta no respon al maneig inicial.
El diagnòstic clínic es basa en les següents dades clíniques:
Temperatura axil·lar igual o major que 38 °C, acompanyada de dos o més dels següents signes:
- Sensibilitat uterina anormal
- Líquid amniòtic purulent o de mala olor
- Taquicàrdia materna major de 100 batecs per minut
- Taquicàrdia fetal major de 160 batecs per minut[25]
- Leucocitosi (detecció en l'hemograma d'un nombre de leucòcits superior al normal) > 15.000/mm
- Augment de la contractibilitat uterina
- Dolor pelvià al moviment

## Sospita de corioamnionitis
Davant la sospita d'aquesta infecció, sense la presència dels criteris esmentats anteriorment, s'ha de fer tota una sèrie de proves complementàries per descartar o confirmar aquesta patologia.
Algunes de les proves que es poden dur a terme són un hemograma i proteïna C reactiva (PCR), amniocentesi, perfil biofísic fetal, NST, ecografies, hemocultius i tests d'identificació biomolecular. Els gèrmens detectats amb major freqüència en les pacients diagnosticades de corioamnionitis clínica a termini són Ureaplasma urealyticum, Ureaplasma parvum i Gardnerella vaginalis; seguits per Mycoplasma hominis, Streptococcus agalactiae i Fusobacterium spp. Més rarament, s'aprecien Acinetobacter spp. i Lactobacillus spp. Les corioamnionitis relacionades amb infeccions per Staphylococcus aureus resistent a la meticil·lina, Burkholderia pseudomallei, Candida glabrata, Serratia marcescens, Eikenella corrodens, Arcanobacterium haemolyticum o Listeria monocytogenes són infreqüents. S'han aïllat algunes espècies de fusobacteris poc conegudes com a patogèniques i pertanyents al gènere Leptotrichia, com L. buccalis, L. amnionii i L. trevisanii, en diversos casos de corioamnionitis. Amb una freqüència molt menor es detecten corioamnionitis virals per adenovirus, enterovirus, virus sincicial respiratori, virus d'Epstein-Barr o citomegalovirus i corioamnionitis fúngiques, la majoria atribuïbles a Candida albicans; les quals poden ocasionar complicacions obstètriques particularment adverses en les dones que desenvolupen una diabetis gestacional.

Sovint, l'hemograma mostra una leucocitosi (>15.000 leucòcits per mm3) amb desviació a l'esquerra (> d'un 5% de formes en banda). La PCR sol aparèixer elevada (>20mg/dl). L'amniocentesi permetrà diagnosticar la corioamnionitis mitjançant l'estudi de paràmetres com la glucosa (< 14 mg/dl), determinades citocines o les anomalies en la fórmula leucocitària, entre d'altres. A més a més, també es valorarà l'estudi microbiològic del líquid amniòtic amb una tinció de Gram, tècniques immunohistoquímiques) i/o amb un cultiu de micoplasma/ureaplasma, especialment. També, es preceptiu realitzar hemocultius si la mare presenta una temperatura ≥ 38 °.

Placenta envoltant el fetus

La prova NST (en anglès: Non Stress Test), o electrocardiotocografia, es realitza per registrar la freqüència cardíaca del fetus i controlar la taquicàrdia fetal i la dinàmica uterina. Finalment, es pot valorar el perfil biofísic que sol sortir anòmal en cas de corioamnionitis. S'ha d'observar l'índex de líquid amniòtic, el to muscular i els reflexos, els moviments fetals i els respiratòris. Tots aquests elements de la prova es mostren alterats. Els resultats d'un estudi pilot japonès indiquen que en els parts preterme l'anàlisi de la microbiota vaginal por ser un element d'utilitat a l'hora de predir el risc potencial de corioamnionitis.

## Tractament
Un cop diagnosticada la infecció caldrà iniciar tractament farmacològic amb antibiòtics. La gestació s'acabarà amb tractament antibiòtic d'ample espectre. Els fàrmacs d'elecció són ampicil·lina 2g/6 h + gentamicina 80 mg/8 h ev + azitromicina 1g via oral monodosi. Si ja s'està fent el tractament i es detecta poc abans del part caldrà canviar la pauta i fer ampicil·lina 1g/6 h ev + cefoxitina (un betalactàmic d'ampli espectre) 2 g/8 h ev + azitromicina 1g via oral monodosi.
El pas pel canal del part dependrà de l'estat del fetus i l'evolució del part. A priori, la corioamnionitis no és una indicació per fer cesària. Cal evitar la febre materna durant el part i, si incrementa la temperatura corporal de la mare administrar fàrmacs antitèrmics endovenosos. Si es precisa fer una cesària, un cop finalitzada s'iniciarà tractament antibiòtic amb clindamicina per evitar una infecció abdominal.
Després del part caldrà fer un cultiu de placenta, tant de la cara materna com de la fetal. A més a més, es farà un estudi anatomopatològic sistemàtic de la placenta i del cordó umbilical per confirmar la diagnosi clínica, particularment necessari en casos amb una simptomatologia infecciosa poc específica. La troballa microscòpica més comuna és una intensa infiltració dels teixits placentaris per neutròfils. En casos greus, no és rar observar la presència de microabscessos deciduals. L'anàlisi histopatològic emprant la tècnica d'hibridació in situ per fluorescència dels diversos patrons inflamatoris de la placenta demostra que els leucòcits polimorfonuclears formen el grup predominant de cèl·lules inflamatòries a les membranes extraplacentàries i a la fibrina subcoriònica. La majoria de dites cèl·lules són d'origen matern, encara que en processos avançats es desenvolupa una resposta inflamatòria fetal amb una abundant infiltració del cordó umbilical (funisitis) i de la placa coriònica per polimorfonuclears provinents del fetus. Rares vegades, la infecció cursa amb una funisitis necrotitzant.